# 白井市立清水口小学校
白井市立清水口小学校（しろいしりつ しみずぐちしょうがっこう）は、千葉県白井市清水口二丁目にある公立小学校。

## 概要
千葉ニュータウン清水口地区を中心に、根地区の一部（中木戸・千草）及びけやき台地区を加えた学区となっている。

## 沿革
（この節の出典）
- 1979年（昭和54年）4月1日 - 白井町立清水口小学校として白井第一小学校より分離開校。
- 2001年（平成13年）4月1日 - 市制施行にともない、白井市立清水口小学校と改称。

## 学区
白井市清水口一丁目、清水口二丁目、清水口三丁目、けやき台一丁目及びけやき台2丁目、根の一部。

## 進学
- 白井市立七次台中学校